# Parandra passandroides
Parandra passandroides là một loài bọ cánh cứng trong họ Cerambycidae.